# Yokosuka E5Y
Yokosuka E5Y (Морський розвідувальний гідролітак Тип 90-3) — серійний розвідувальний гідролітак Імперського флоту Японії періоду 1920-1930-х років

## Історія створення
У 1928 році Імперський флот Японії сформував технічне завдання на розробку нових розвідувальних гідролітаків далекої та ближньої дії, на заміну застарілим Yokosuka E1Y та Nakajima E2N відповідно.
Фірма Aichi взяла за основу німецький літак Heinkel HD 28. Цей суцільнометалевий літак мав масу 4 тонни, а двигун Lorraine 18F Sirius був недопрацьований. Тому флот відхилив цей проект.
Арсенал флоту в Йокосуці вирішив модернізувати E1Y2. Каркас фюзеляжу був змінений на металевий, каркас крила залишився дерев'яним. На літаку був встановлений двигун Bristol Jupiter VIII, ліцензійне виробництво якого налагодила фірма Nakajima. Літак був озброєний чотирма 7,7-мм кулеметами: двома нерухомими синхронними передніми, одним на турелі в задній кабіні, і одним в нижньому люку. Літак міг нести до 250 кг бомб.
У 1931 році літак був прийнятий на озброєння під назвою «Морський розвідувальний гідролітак Тип 90-3» (або E5Y1). Літаки виготовляли на заводах фірми Kawanishi. У 1931 році було збудовано 5 машин, у 1932 — ще 12. Але флот розчарувався у новому літаку, який ні в чому не перевершував E1Y2, але мав меншу дальність та гіршу керованість.
На фірмі Kawanishi модифікували літак, встановивши двигун Hiro Type 91-1 потужністю 620 к.с. Літак отримав позначення E5K. Було збудовано 17 машин. Але заміна двигуна не покращила льотні характеристики, і флот замовив фірмі Aichi випуск модифікованого літака E1Y3.

## Тактико-технічні характеристики

### Технічні характеристики
- Екіпаж: 3 чоловік
- Довжина: 10,81 м
- Висота: 4,74 м
- Розмах крила: 14,46 м
- Площа крила: 55,00 м²
- Маса пустого: 1 850 кг
- Маса спорядженого: 3 000 кг
- Двигун: 1 х Bristol Jupiter VIII
- Потужність: 450 к. с.

### Льотні характеристики
- Максимальна швидкість: 178 км/г
- Крейсерська швидкість: 130 км/г
- Практична стеля: 4 050 м
- Тривалість польоту: 6 г 30 хв

### Озброєння
- Кулеметне
  - 4 x 7,7-мм кулемети «Тип 89»
- Бомбове
  - 2 х 125-кг бомб або
  - 3 х 60-кг бомб

## Історія використання
Літаки E5Y розміщувались на лінкорах «Хюга», «Ісе», «Фусо» та «Ямасіро», а також на гідроавіаносці «Ноторо». Вони взяли участь у так званому «Шанхайському інциденті» 1932 року. Їх дії були розрекламовані японською пресою, зокрема, присутність в Китаї двох літаків, збудованих на приватні пожертви.
Але дуже швидко ці літаки були виведені з бойових частин.